# K/DA
K/DA là một nhóm nhạc nữ ảo gồm 4 thành viên là 4 vị tướng với trang phục theo chủ đề âm nhạc trong Liên Minh Huyền Thoại: Ahri, Akali, Evelynn và Kai'Sa. Đây là nhóm nhạc thứ hai trong trò chơi sau Pentakill, một ban nhạc rock.
Evelynn và Kai'Sa được lồng tiếng bởi 2 ca sĩ người Mỹ Madison Beer và Jaira Burns, trong khi Ahri và Akali được lồng tiếng bởi 2 thành viên (G)I-dle: Miyeon và Soyeon. K/DA được thành lập bởi Riot Games - cha đẻ của Liên Minh Huyền Thoại và ra mắt công chúng lần đầu tại lễ khai mạc Chung kết thế giới Liên Minh Huyền Thoại 2018 với màn trình diễn trực tiếp bằng công nghệ Thực tế tăng cường cho bài hát đầu tiên của họ - "Pop/Stars". MV chính thức của bài hát cũng được đăng tải lên YouTube, cùng lúc với màn ra mắt của nhóm. Sau đó nhận hiệu ứng lan truyền, ca khúc đã vượt qua 100 triệu lượt xem trong vòng một tháng, và hiện tại đã đạt hơn 590 triệu lượt xem, cũng như đứng đầu bảng xếp hạng Billboard.
Quan niệm về K/DA dựa trên mong muốn được thể hiện của Riot để tạo ra nhiều nội dung âm nhạc hơn trong tương lai, với các nhân vật được chọn dựa trên các nguyên mẫu K-pop. Ban nhạc được thành lập để quảng bá cho Chung kết thế giới và bán các trang phục chủ đề K/DA trong trò chơi của các tướng trong Liên Minh Huyền Thoại. K/DA sau đó đã đạt được sự phổ biến đáng kể từ người hâm mộ cả trong và ngoài tựa game Liên Minh Huyền Thoại, và đã nhận được sự ủng hộ nhiệt tình, đặc biệt là liên quan đến màn trình diễn của họ trong Chung kết thế giới và tác động của việc chơi game trên nền âm nhạc.

## Xuất hiện

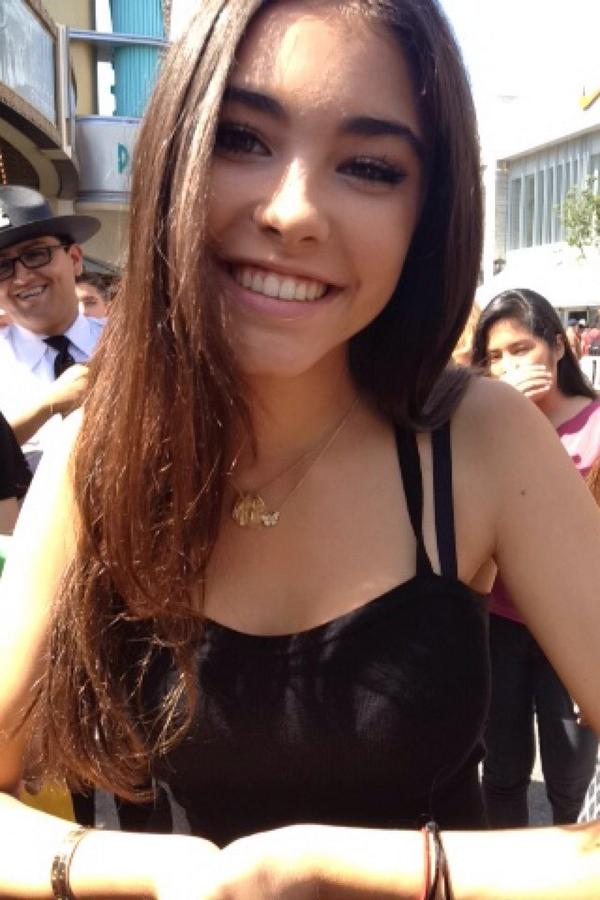
Ca sĩ người Mỹ Madison Beer lồng tiếng cho Evelynn

K / DA ra mắt công chúng lần đầu trong Lễ khai mạc Chung kết thế giới Liên Minh Huyền Thoại 2018 tại Incheon vào ngày 3 tháng 11 năm 2018, với việc phát hành đĩa đơn đầu tay của họ, "Pop/Stars". Đây là một bài hát song ngữ có ảnh hưởng của cả Kpop và American pop, với giọng hát bằng tiếng Anh của Beer và Burns, và bằng cả tiếng Anh lẫn tiếng Hàn của Soyeon và Miyeon. Trong buổi lễ, Beer, Burns, Miyeon và Soyeon đã biểu diễn "Pop/Stars" trên sân khấu cùng với 4 thành viên K/DA nhờ công nghệ Thực tế tăng cường.
Tantula đã viết rằng "chúng tôi đã thực hiện điều này thực sự muốn biến [buổi lễ] thành một khoảnh khắc 'Liên Minh' cho người chơi - mặc dù tưởng tượng về những vị tướng trong thế giới thực diễn ra theo cách chân thực có thể sống cùng với những người khác chiều dọc của họ (tức là bài hát phải có khả năng đứng vững trước các bài hát pop khác, màn trình diễn phải đứng trước các màn trình diễn khác, v.v.)." Video âm nhạc chính thức cho bài hát được phát hành trên YouTube cùng ngày.
Theo Sebastien Najand, người sáng tác "Pop / Stars", một bản demo hoàn toàn bằng tiếng Anh đã được thử nghiệm đầu tiên, tiếp theo là một phiên bản có nhiều tiếng Hàn hơn. Cuối cùng, Najand nói rằng "chúng tôi muốn biến nó thành một sự pha trộn giữa pop và K-Pop phương Tây". Patrick Morales, trưởng nhóm sáng tạo đằng sau video âm nhạc "Pop / Stars", nói rằng anh ấy muốn K / DA tồn tại "một nơi nào đó giữa tưởng tượng và thực tế". Nhóm ban đầu không chắc chắn về loại nhạc phù hợp nhất với nhóm, do số lượng đa dạng trong thể loại nhạc pop. Cuối cùng, họ quyết định chống lại một chủ đề dựa trên nhóm nhạc thần tượng hơn, thiên về một thứ gì đó "hiện đại và sắc sảo" kết hợp "một chút phong cách đường phố với cảm giác thủ công."

### TrongLiên Minh Huyền Thoại
K/DA là một trang phục theo chủ đề K-pop của Ahri, Akali, Evelynn và Kai'Sa. Trang phục trong trò chơi chỉ dành cho mục đích thẩm mỹ và chi phí khoảng mười đô la/1 trang phục. Riêng phiên bản hàng hiệu của Kai'Sa chỉ có thể đổi được khi hoàn thành các nhiệm vụ đặc biệt trong trò chơi. Sự phổ biến của K/DA đã khiến Riot xác nhận rằng các trang phục hàng hiệu còn lại của nhóm sẽ được bổ sung vào năm 2019.

## Ý tưởng và sáng tạo
Cái tên "K/DA" là một thuật ngữ trong trò chơi trong Liên Minh Huyền Thoại tương ứng với Hạ gục - Kill, Bị hạ gục - Death và Hỗ trợ hạ gục - Assist. Việc tạo ra K/DA một phần dựa vào mong muốn của Riot Games về việc kết hợp âm nhạc với thể thao điện tử. Toa Dunn, người đứng đầu bộ phận âm nhạc của Riot, đã tuyên bố trong một cuộc phỏng vấn với Variety rằng "[K/DA] là dự án âm nhạc liên quan nhất mà chúng tôi từng thực hiện".
Theo Tantula, "Chúng tôi tin rằng có sự kết hợp rất lớn giữa Liên Minh Huyền Thoại, esports tổng thể và ngành công nghiệp âm nhạc", và kết quả là, họ đã đầu tư "xây dựng đội ngũ âm nhạc nội bộ của họ với cả một nghệ sĩ tập trung sáng tạo đầy đủ các nhà soạn nhạc., nhạc sĩ và nhà sản xuất, cũng như những người có thể thực hiện tất cả các dịch vụ mà bạn sẽ thấy tại một nhãn hiệu âm nhạc tiêu chuẩn, như phân phối, A & R và quảng cáo. " Patrick Morales (trưởng nhóm sáng tạo đằng sau video âm nhạc Pop/Stars), Janelle Jimenez (nhà thiết kế chính của trang phục K/DA) và Toa Dunn (trưởng bộ phận âm nhạc Riot) là những người sáng tạo chính của K/DA. Các điệu nhảy được biên đạo bởi Ellen Kim, Bailey Sok, Stevie Doré và Eileen Harman. 4Minute cũng là nguồn cảm hứng đằng sau K/DA. Để hát "POP/STARS", Madison Beer được mời vào sớm và sau đó Jaira Burns. Vì nhiều người ở Riot là fan của (G)I-dle và thích "thái độ họ mang đến cho bài hát, đặc biệt là phần rap", Miyeon và Soyeon cũng được mời vào.

## Thành viên
| Thành viên | Thành viên | Ngày sinh   | Quốc tịch | Vai trò                                    | Title      |
| Latinh     | Hangul     | Ngày sinh   | Quốc tịch | Vai trò                                    | Title      |
| Ahri       | 아흐리     | 14 tháng 12 | Ionia     | Leader, Main Vocalist, Visual, Center      | The Queen  |
| Evelynn    | 에블린     | 1 tháng 5   | Runeterra | Lead Vocalist                              | The Diva   |
| Kai’sa     | 카이사     | 7 tháng 3   | The Void  | Main Dancer, Vocalist                      | The Dancer |
| Akali      | 아칼리     | 11 tháng 5  | Ionia     | Main Rapper, Lead Dancer, Vocalist, Maknae | The Rebel  |

Các thành viên của K / DA bao gồm bốn nhân vật trong trò chơi video Liên Minh Huyền Thoại:
- Ahri (Giọng hát bởi Miyeon, Nayeon, Sana, Jihyo của nhóm nhạc Twice và nữ ca sĩ Bekuh Boom) là một pháp sư dưới hình dạng bán nhân với chín cái đuôi sau lưng cùng một đôi tai cáo trên đỉnh đầu. Ahri là một trong những nhân vật nổi tiếng nhất trò chơi.[5] Trước khi đến với K/DA, Ahri đã là một ca sĩ tuổi teen nổi tiếng, trang phục Ahri Thần Tượng Âm Nhạc chính là quãng thời gian này. Hiện tại Ahri đang giữ vai trò trưởng nhóm, đồng giọng ca chính cùng với Evelynn. Bài hát solo trong album All Out của Ahri có tên "I'll Show You". Miyeon đã từng chơi Ahri để có thể tìm hiểu rõ ràng về nhân vật mà mình tham gia lồng tiếng.
- Akali (Giọng hát bởi Soyeon, Chaeyoung của Twice và nữ ca sĩ Annika Wells) là một ninja sát thủ. Bài hát solo trong album All Out của Akali có tên "The Baddest".Trong K/DA, Akali là rapper của nhóm. Giữa lần thứ nhất và thứ hai K/DA xuất bản album, Akali còn tiếp tục debut với tư cách thành viên của TRUE DAMAGE - một nhóm nhạc ảo khác của trò chơi. Soyeon cho biết cô đã cố gắng "cảm thấy như Akali và di chuyển như thể tôi là Akali" trong quá trình ghi hình chuyển động cho "POP/STARS". Năm 2020, cả Soyeon và Miyeon được mời tới trụ sở Riot Games chơi game với tư cách đại diện cho nhân vật mà họ tham gia lồng tiếng (Soyeon với K/DA Akali và Miyeon với K/DA Ahri).
- Evelynn (Giọng hát bởi Madison Beer, Bea Miller và Kim Petras), tương tự như Akali, cô là một sát thủ. Theo cốt truyện trong game, Evelynn là một con quỷ nguyên thủy chuyên khai thác những ham muốn, dục vọng của các nạn nhân xấu số. Trong K/DA, Evelynn cùng với Ahri đóng vai trò là giọng ca chính. Bài hát solo trong album All Out của cô có tên "Villain". Trong vũ trụ âm nhạc Liên Minh Huyền Thoại, Evelynn được biết tới với thái độ "gái hư", giọng hát nội lực và hiếm khi khoan nhượng. Evelynn đã tham gia nhiều nhóm nhạc khác nhưng đều có những bất đồng trước khi tự viết nhạc cho bản thân tại K/DA. Cô ít khi gần gũi với người khác và thường xuyên từ chối bình luận về những thói quen cá nhân của mình. Evelynn có sở thích sưu tập siêu xe và cho biết, cảm hứng sáng tác của cô tới từ Karthus - một nhân vật khác cùng game, là giọng ca chính của nhóm nhạc rock Pentakill.
- Kai'Sa (Giọng hát bởi Jaira Burns, Wolftyla, Aluna Francis và Bekuh Boom) là một vị tướng cuối cùng trong ban nhạc. Kai'Sa đảm nhiệm vai trò là vũ công chính của K/DA, đôi khi cô cũng tham gia rap trong các ca khúc chủ đề chính của album như "Pop/Stars", "More" và "Drum Go Dum", bài hát solo trong album All Out của mình. Kai'Sa là vị tướng đầu tiên có trang phục hàng hiệu trong trò chơi với trang phục K/DA Kai'Sa hàng hiệu. Các thành viên khác của K/DA cũng như những vị tướng còn lại trong Liên Minh Huyền Thoại dần dần được thiết kế thêm trang phục hàng hiệu sau này. Trong lần ra mắt album All Out, Kai'Sa tiếp tục là vị tướng được thiết kế trang phục hàng hiệu, nâng tổng số trang phục hàng hiệu mà cô sở hữu lên con số 2. Đây cũng là vị tướng duy nhất sở hữu cho mình 2 trang phục hàng hiệu trong trò chơi.

Theo Patrick Morales, Ahri là vị tướng đầu tiên được chọn để gia nhập K/DA, do trang phục xuất hiện trước đó của cô mang chủ đề âm nhạc - "Ahri Thần tượng âm nhạc" ra mắt vào năm 2013. Sau đó, trong khi Ahri là một vị tướng kiểu "thủ lĩnh xinh đẹp, quyến rũ", Evelynn được chọn để đối lập với điều đó, bởi là "diva hoang dã và khiêu khích của nhóm". Khi Akali đang được làm lại vào thời điểm đó, Morales đưa cô vào ban nhạc vì anh thích "tinh thần nổi loạn" của cô. Kai'Sa được đưa vào nhờ một lời giới thiệu từ Janelle Jimenez, vì cô ấy muốn một "người cô đơn mạnh mẽ nhưng im lặng, thể hiện bản thân trên sân khấu thông qua các chuyển động của cô ấy".
Nhóm cũng muốn có sự đa dạng trong các nhân vật được chọn, trong đó mỗi nhân vật có một nguyên mẫu được xác định rõ cho phép người xem dễ dàng xác định thành viên K/DA yêu thích của họ. Theo Jimenez, "Các nhóm nhạc pop có xu hướng có một công thức mà mỗi thành viên có cá tính và phong cách riêng. Tôi đã tiếp cận điều này giống như nhìn vào đội anime cổ điển nơi bạn có người lãnh đạo, người nhút nhát, người phong kiến, v.v." Hơn nữa, họ cũng muốn đảm bảo rằng các nhân vật được chọn có vai trò khác nhau trong trò chơi. Pop/Stars được viết với những nguyên mẫu này trong tâm trí. Ví dụ, một phần rap đã được đưa vào bài hát khi Akali được hình dung là rapper, và phần điệp khúc trước được thiết kế để hát bởi Ahri.

## Ảnh hưởng văn hoá

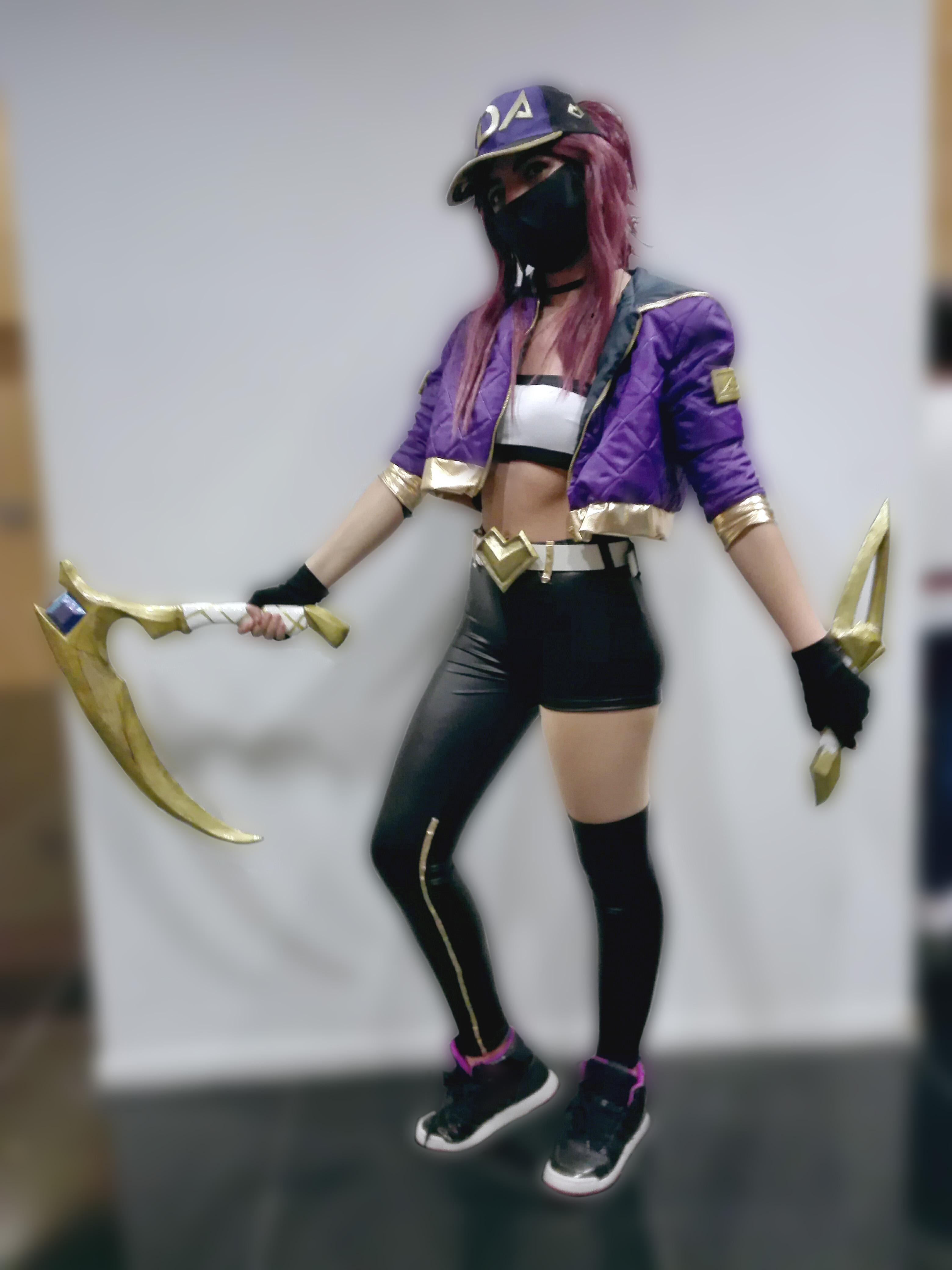
Các thành viên nhóm nhạc K/DA đã trở thành chủ đề phổ biến của cosplay.

K/DA đã đạt được sự phổ biến đáng kể cả trong và ngoài cộng đồng Liên Minh Huyền Thoại. Viết cho Dot Esports, Aaron Mickunas lưu ý rằng "Không mất nhiều thời gian để K/DA [...] tràn ngập hoàn toàn trong cộng đồng người hâm mộ của trò chơi. Hiện tại, hình ảnh các thành viên của nhóm đã xuất hiện khắp các trang Reddit, Twitter, diễn đàn của trò chơi, Vũ trụ Liên Minh Huyền Thoại về phần cốt truyện."  Pop/Stars đạt vị trí thứ 1 trên bảng xếp hạng thế giới Digital Song Sales của Billboard vào tháng 9 năm 2018, trở thành nhóm nhạc nữ K-pop thứ 4 làm được điều này, Jeff Benjamin của Billboard ghi rằng "tất cả các dấu hiệu chỉ vào esports rất có thể định hình những gì có thể tạo ra một bài hát thành công trong tương lai." Bài hát đã bán được 9.000 bản trong tuần lễ khai trương, theo Nielsen Music. Nó cũng xếp thứ 10 trên bảng xếp hạng Pop Digital Song Sales và thứ 30 về tổng doanh số của Digital Song Sales, cũng như đứng đầu trên bảng xếp hạng K-Pop của Apple Music và thứ 5 về tổng thể nhạc pop.
MV Pop/Stars đã nhận được 5 triệu lượt xem trong vòng 24 giờ kể từ khi đăng tải lên YouTube, phá vỡ kỷ lục tại thời điểm MV debut nhóm nhạc K-Pop được xem nhiều nhất trong vòng 24 giờ sau khi xuất bản, kỷ lục trước đó được giữ bởi "La Vie en Rose" của nhóm nhạc nữ Hàn Quốc-Nhật Bản Iz One. MV tiếp tục thu hút lượt xem, nhận được hơn 13 triệu lượt xem trong vòng 48 giờ, khi MV trở thành xu hướng trên trang web. Vào ngày 2 tháng 4 năm 2019, MV "Pop/Stars" đã đạt được 200 triệu lượt xem.
Sự nổi tiếng của K / DA đã dẫn đến một lượng lớn fanart được tạo ra trong nhóm. Điều này bao gồm một số lượng lớn nghệ thuật về Akali và Evelynn, vì sự nổi bật trong MV Pop/Stars, với Akali là phổ biến nhất. Cosplay của các nhân vật cũng đã được phổ biến, bao gồm đội esports Liên Minh Huyền Thoại của Cloud9 đã cosplay thành các thành viên K/DA vào tháng 4 năm 2019. Tuyển thủ chuyên nghiệp Sneaky cũng đã cosplay K/DA Kai'Sa và sau khi anh đăng những hình ảnh về cosplay lên Twitter, các tweet đã nhận được hơn 4.500 lượt tweet và 23.700 lượt thích trong vòng hai ngày. Shannon Liao của The Verge đã viết rằng "thông qua K/DA, Riot Games đã thu hút được lượng khán giả lớn hơn nhóm người hâm mộ Liên Minh Huyền Thoại điển hình", với những người chơi cũ và người chơi mới tham gia trò chơi "vì video [Pop/Stars] trông rất mát mẻ."  Patrick Morales của Riot đã đồng ý, lưu ý rằng tác động của K/DA vượt xa cả fandom của LMHT, với "một bình luận định kỳ mà tôi có xu hướng thấy trên YouTube và phương tiện truyền thông xã hội về video âm nhạc là "họ thường không tham gia LMHT/K- pop/chơi game, nhưng K/DA là ngoại lệ".
Steven Asarch của Newsweek đã so sánh K/DA với nhóm nhạc Kpop nổi tiếng Blackpink. Lucas Lockyer của Dazed gọi K/DA là sự pha trộn của " SNSD với Little Mix và Hatsune Miku " và hỏi liệu ban nhạc có "dẫn dắt tương lai pop ảo" hay không, trong đó "về cơ bản một số tiếp thị quảng cáo sáng tạo có thể đi đầu trong một chi nhánh mới thú vị của pop [... ] Có lẽ với công nghệ AR phát triển, các nhân vật có thể lưu diễn dưới dạng hình ba chiều mà không cần sự xuất hiện của các ca sĩ đằng sau họ. " Khi được hỏi về việc liệu điều này có thể xảy ra với một buổi hòa nhạc ba chiều hay công nghệ thực tế gia tăng, Viranda Tantula đã trả lời rằng "điều đó có thể rất thú vị. Nhưng trước khi chúng tôi thậm chí cân nhắc điều đó, chúng tôi thực sự muốn đảm bảo có đủ âm nhạc chất lượng để hỗ trợ nó, và một lý do chính đáng để chúng tôi, một công ty trò chơi và liên đoàn esports, thử dùng nó. "  Pop/Stars cũng được thêm vào như một bài hát trong trò chơi nhịp điệu thực tế ảo Beat Saber dưới dạng tải xuống miễn phí.

## Danh sách đĩa nhạc

### Đĩa mở rộng (Extended plays)
| Đĩa mở rộng | Chi tiết                                                                                       | Vị trí trên bảng xếp hạng | Doanh thu |
| Đĩa mở rộng | Chi tiết                                                                                       | US World                  | Doanh thu |
| ----------- | ---------------------------------------------------------------------------------------------- | ------------------------- | --------- |
| All Out     | - Phát hành: 6 tháng 11, 2020 - Hãng thu âm: Riot Games - Định dạng: CD, tải xuống kỹ thuật số | TBA                       | TBA       |

### Đĩa đơn (Singles)
| Đĩa đơn       | Năm  | Vị trí trên bảng xếp hạng | Vị trí trên bảng xếp hạng | Vị trí trên bảng xếp hạng | Vị trí trên bảng xếp hạng | Vị trí trên bảng xếp hạng | Vị trí trên bảng xếp hạng | Vị trí trên bảng xếp hạng | Vị trí trên bảng xếp hạng | Vị trí trên bảng xếp hạng | Vị trí trên bảng xếp hạng | Album            |
| Đĩa đơn       | Năm  | KOR                       | CAN                       | FRA                       | JPN Hot                   | MLY                       | NZ                        | UK                        | UK                        | US                        | US                        | Album            |
| Đĩa đơn       | Năm  | KOR                       | CAN                       | FRA                       | JPN Hot                   | MLY                       | NZ                        | UK                        | OCC                       | Dig                       | World                     | Album            |
| ------------- | ---- | ------------------------- | ------------------------- | ------------------------- | ------------------------- | ------------------------- | ------------------------- | ------------------------- | ------------------------- | ------------------------- | ------------------------- | ---------------- |
| "Pop/Stars"   | 2018 | 39                        | 30                        | 86                        | 13                        | 16                        | 6                         | 75                        | 17                        | 30                        | 1                         | Non-album single |
| "The Baddest" | 2020 | 178                       | 30                        | —                         | —                         | 16                        | 6                         | 74                        | 18                        | 28                        | 1                         | All Out          |
| "More"        | 2020 | TBA                       | TBA                       | TBA                       | TBA                       | TBA                       | TBA                       | TBA                       | TBA                       | TBA                       | TBA                       | All Out          |

## Giải thưởng & đề cử
| Năm  | Giải thưởng                                 | Đề cử              | Kết quả   | Chú thích |
| ---- | ------------------------------------------- | ------------------ | --------- | --------- |
| 2019 | 17th Annual Game Audio Network Guild Awards | Best Original Song | Đề cử     | [ 27 ]    |
| 2019 | 11th Shorty Awards                          | Best in Games      | Đoạt giải | [ 28 ]    |